# Gorm Stary
Gorm Stary (duń. Gorm den Gamle; 1 poł. X wieku) – tradycyjnie uważany za pierwszego króla Danii.

## Życiorys
Wiele faktów dotyczących Gorma nie zostało ostatecznie ustalonych. Dokładne daty jego życia i panowania nie są znane: dane podawane przez źródła rozciągają się od „ok. 875–935” do „ok. 915–958”. Współcześni historycy kwestionują również twierdzenie, jakoby Gorm był pierwszym królem Danii wychodząc albo z założenia, że Gorm był w zasadzie królem Jutlandii lub „jutlandzkim królem Danii”, bądź twierdząc, że linię królów Danii rozpocząć należy raczej od Hardeknuta (Kanuta I), ojca Gorma. Przypisywane Gormowi zjednoczenie Danii i wypędzenie drobnych władców nie znajdują potwierdzenia w źródłach.
Niewiele wiadomo o panowaniu Gorma. Kronikarz Saxo Gramatyk w swoich Gesta Danorum przedstawia go jako wściekłego poganina, który przeciwstawiał się chrześcijaństwu krain ościennych. Inne źródła przestawiają go jednak jako pragmatyka, który, choć nadal czcił Odyna i Thora, przynajmniej nie sprzeciwiał się mnichom misjonarzom chrześcijaństwa (wprowadzonego do Danii dopiero przez jego syna i następcę). Także zawarte w kronikach Adama z Bremy wiadomości na temat rządów Gorma są w oczywisty sposób nieprawdziwe. Wiadomo jednak, że walczył ze Szwedami i atakował Saksonię.

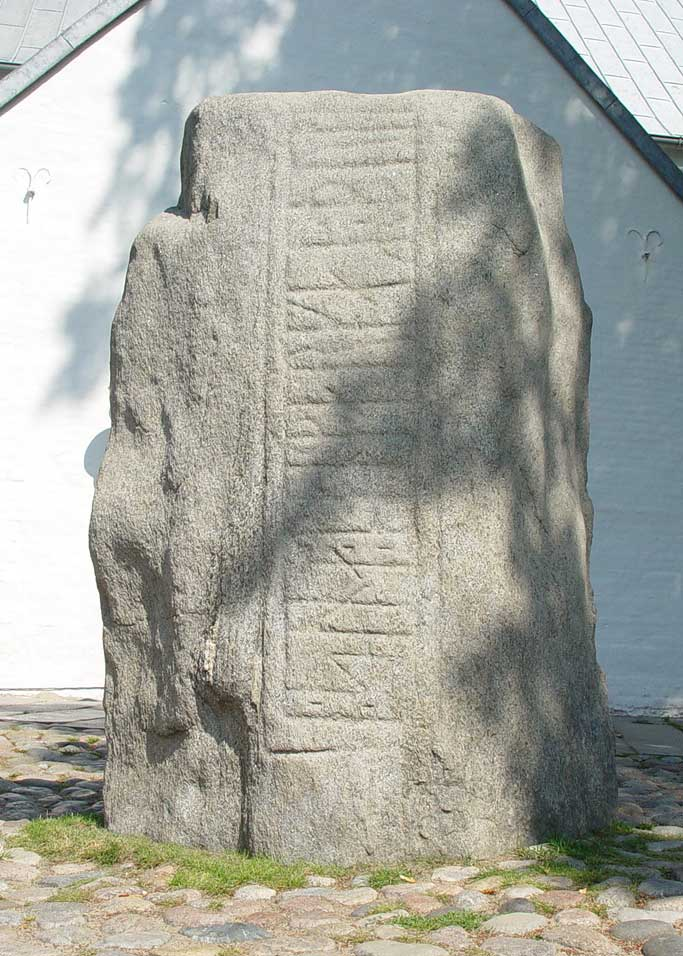
Mniejszy kamień runiczny z Jelling

Zapewne ze względu na możliwy fakt urodzenia się w Anglii król bywa nazywany również Gormem Angielskim. Natomiast pierwszy przydomek Gorma – „Stary” – odnosi się raczej do faktu, że panował on dawno temu, a nie do jego wieku. Najprawdopodobniej zmarł on bowiem najpóźniej w wieku 50 lat – jeśli to jego kości odkryto pod grobem Haralda Sinozębego w Jelling. Tamże, na tzw. mniejszym kamieniu z Jelling alfabetem runicznym zapisane jest jego imię (w zdaniu, w którym po raz pierwszy w zachowanej historii pojawia się nazwa „Dania”).
Ojcem Gorma był Kanut I. Żoną była wspomniana na kamieniu z Jelling Tyra Danebod, z którą miał syna Haralda Sinozębego, swojego następcę na tronie Danii.